# Copecrypta ruficauda
Copecrypta ruficauda là một loài ruồi trong họ Tachinidae.